# Briggs Cunningham
Pour les articles homonymes, voir Cunningham.

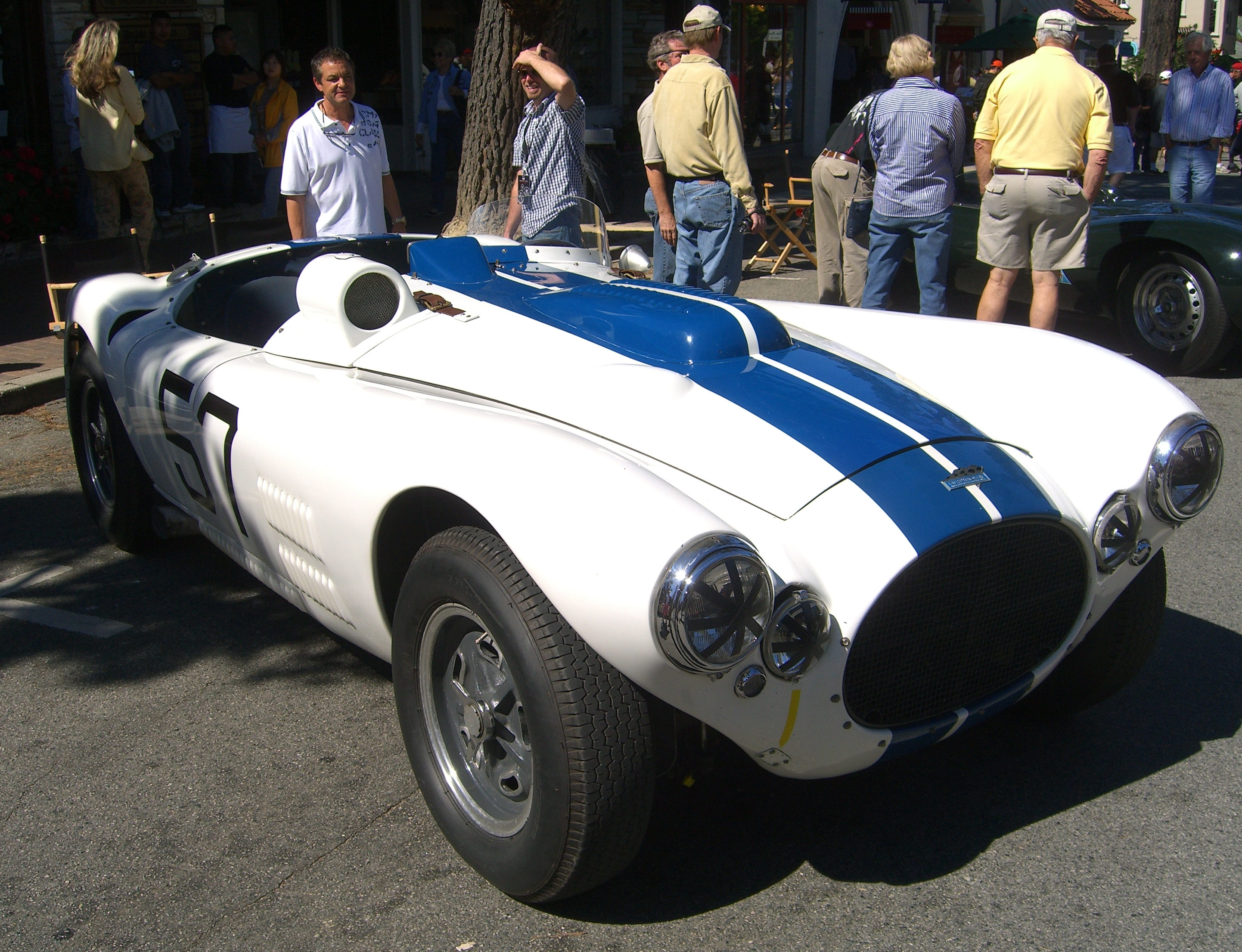
La Cunningham C4R des 24 Heures du Mans, avec ses célèbres Le Mans stripes.

Briggs Swift Cunningham II, né le 19 janvier 1907 et mort le 2 juillet 2003 est un navigateur, un pilote automobile et un propriétaire d'écurie américain. Il est entré au temple international de la renommée du sport automobile en 2003 et à celui de la Coupe de l'America en 1993.
Il remporte la Coupe de l'America en 1958 avec le defender Columbia et invente le Cunningham, un dispositif de réglage de voile destiné à augmenter la vitesse d'un voilier.
L'écurie de Briggs Cunningham fut une des premières à gagner avec des voitures à rayures longitudinales bleues sur fond blanc. Ces couleurs sont considérées comme les couleurs nationales des États-Unis et seront reprises par Shelby.

## Biographie
Briggs Cunningham débute en compétition automobile dans les années 1930 et commence la construction de voitures de sport dans les années 1940. Il se fait connaître par la mise au pont de combinaison hybride avec un moteur d'une marque et un châssis d'une autre. Les premiers honneurs arrivent lors de l'épreuve inaugurale du Grand Prix de Watkins Glen avec une seconde place en 1948. Son but sera alors de participer aux 24 Heures du Mans et d'y faire gagner une équipe américaine avec des pilotes américains.
La première participation aux 24 Heures du Mans a lieu en 1950 mais les "Fordillacs" d'apparence Cadillac avec des moteurs Ford sont refusées par l'Automobile Club de l'Ouest et remplacées par des Cadillac à moteur Cadillac. La première voiture, un Coupé de Ville, termine 10e et la seconde, un prototype surnommé "Le Monstre", termine 11e. Entre 1951 et 1955, Briggs Cunningham obtient deux troisièmes places en 1952 et 1954, une quatrième place en 1953 et une cinquième place en 1955. Malgré un grand professionnalisme, l'écurie ne remportera jamais l'épreuve.
Durant la même période, les victoires s'enchaînent sur le sol américain avec huit victoires au Grand Prix de Watkins Glen entre 1951 et 1962, dont celle de Briggs Cunningham lui-même en 1952, et trois victoires aux 12 Heures de Sebring consécutives entre 1953 et 1955. Un hommage est rendu à ces trophées en nommant Cunningham l'un des virages du circuit de Sebring.
Cunningham est lui-même Champion des États-Unis de voitures de sport SCCA en 1954 dans la catégorie F-modifiée. Grâce à John Fitch il obtient -avec également Ferrari- le tout premier titre du championnat Sport de la SCCA, décerné en 1951 toutes catégories, Fitsch s'imposant aussi lors des 12 Heures de Sebring 1954 grâce à Cuningham sur l'une de ses C4R. Entre autres pilotes ayant encore évolué dans son écurie sont à citer Phil Walters (2 victoires à Watkins Glen, 2 autres à Sebring), Walt Hansgen (triple victoire consécutivement en championnat Sport SCCA pour la catégorie C-modifiée, et 4 victoires à Watkins Glen, dont 3 pour Cunningham), Bill Lloyd (1 victoire à Sebring), Sherwood Johnston (1 victoire à Watkins Glen), Charles Moran (championnat SCCA Sport 1955 de catégorie B-modifiée), Augie Pabst (Road America 500 1961), et pour l'Angleterre Stirling Moss et Mike Hawthorn, tous deux vainqueurs à Sebring.

## Résultats aux 24 Heures du Mans
| Année | Voiture                            | Équipe            | Équipiers            | Résultat |
| ----- | ---------------------------------- | ----------------- | -------------------- | -------- |
| 1950  | Cadillac Spider « Le Monstre »     | Briggs Cunningham | Phil Walters         | 11e      |
| 1951  | Cunningham C2-R                    | Briggs Cunningham | George Huntoon       | ABD.     |
| 1952  | Cunningham C4-R                    | Briggs Cunningham | William "Bill" Spear | 4e       |
| 1953  | Cunningham C4-R                    | Briggs Cunningham | William "Bill" Spear | 7e       |
| 1954  | Cunningham C4-R                    | Briggs Cunningham | John Gordon Bennett  | 5e       |
| 1955  | Cunningham C6-R                    | Briggs Cunningham | Sherwood Johnston    | ABD.     |
| 1960  | Chevrolet Corvette C1              | Briggs Cunningham | William Kimberley    | ABD.     |
| 1961  | Maserati Tipo 60                   | Briggs Cunningham | William Kimberley    | 8e       |
| 1962  | Jaguar type E Lightweight Roadster | Briggs Cunningham | Roy Salvadori        | 4e       |
| 1963  | Jaguar type E Lightweight Roadster | Briggs Cunningham | Bob Grossman         | 9e       |

## Nautisme

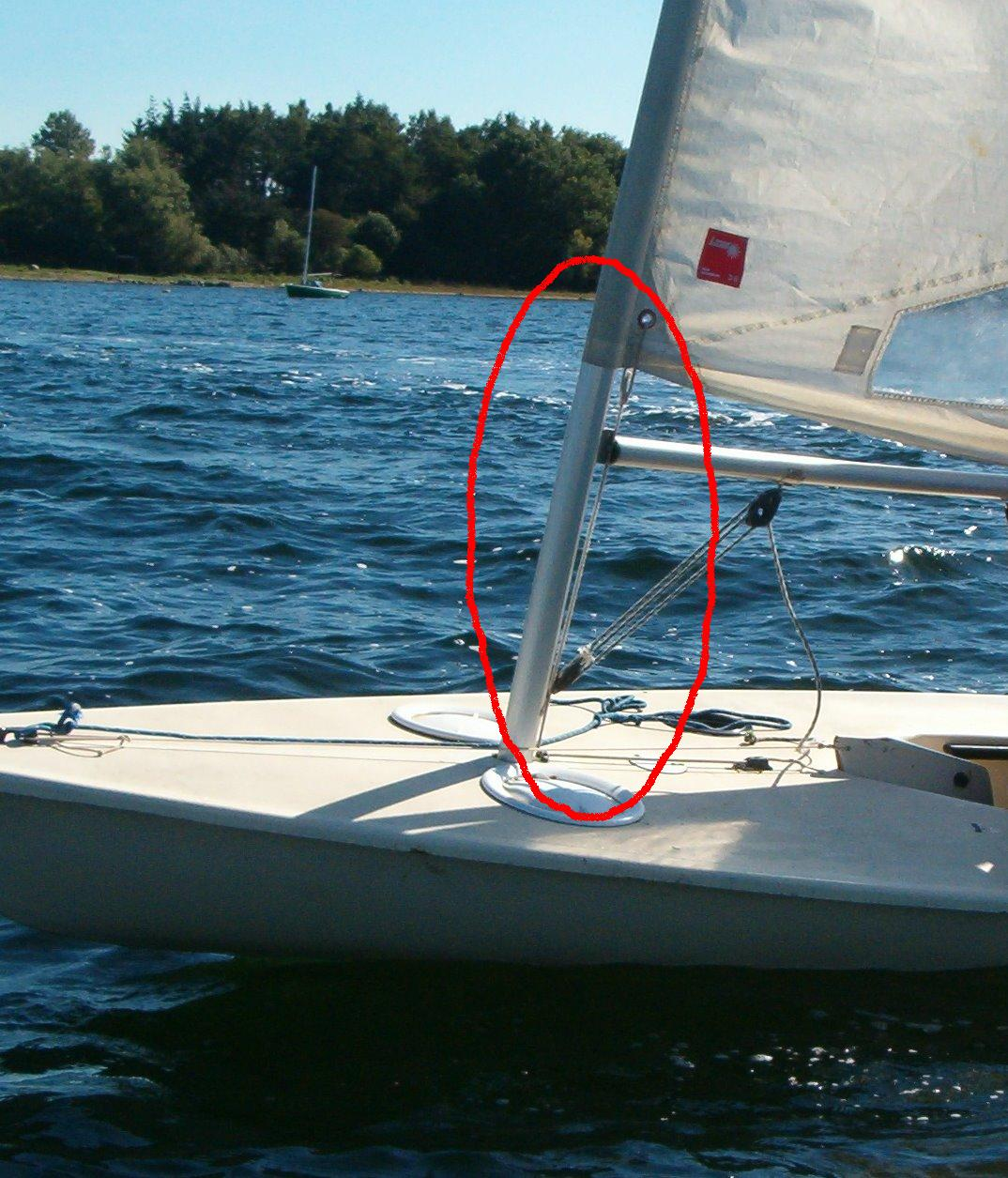
Le dispositif Cunningham

Briggs Swift Cunnigham II, remporte comme skipper sur Columbia la coupe de l'America en 1958. A cette occasion il utilise un dispositif de réglage de voile de son invention. Il consiste en une manœuvre courante de type hale-bas servant à régler la position d'un second point d'amure situé au-dessus du point d'amure classiquement fixé au niveau du vit-de-mulet, à l'articulation de la bôme et du mât. Son intérêt est de contribuer à ajuster à volonté le creux de la voile.